# Centrale klinker
Een centrale klinker of gecentraliseerde klinker (niet te verwarren met een middenklinker) is een klinker waarvan de articulatie wordt gekenmerkt door het feit dat de tong ongeveer halverwege de positie van een voorklinker en die van een achterklinker in ligt. In het Internationaal Fonetisch Alfabet worden de volgende centrale klinkers onderscheiden:
- ongeronde gesloten centrale klinker [ɨ]?
- geronde gesloten centrale klinker [ʉ]?
- ongeronde halfgesloten centrale klinker [ɘ]?
- geronde halfgesloten centrale klinker [ɵ]?
- centrale middenklinker [ə]?
- ongeronde halfopen centrale klinker [ɜ]?
- geronde halfopen centrale klinker [ɞ]?
- centrale bijna-open klinker [ɐ]?
- ongeronde open centrale klinker [a]? (niet officieel maar komt het meest voor)

Voor bijna-gesloten centrale klinkers worden soms de ad-hoc-symbolen (ɪ, ʊ) gebruikt.